# Trois Mélodies pour ténor
Pour les articles homonymes, voir Trois Mélodies.
Les Trois Mélodies pour ténor, op. 91, sont trois mélodies écrites par la compositrice Mel Bonis, composée entre 1913 et 1914.

## Composition
Mel Bonis compose ses trois mélodies pour ténor ou soprano avec accompagnement de piano sur des poèmes de Maurice Bouchor. Elle écrit Sauvez-moi en 1913, Viola en 1914. Vers le pur amour n'est pas daté. Les trois mélodies sont publiées aux éditions Armiane en 2001, puis rééditée en 2014.

## Structure
Les trois mélodies sont les suivantes :
1. Viola
2. Sauvez-moi
3. Vers le pur amour

## Réception
Les trois mélodies n'ont pas été publiées avant la mort de la compositrice. Elles ont pourtant été écrites à la veille de la Grande Guerre.

## Discographie
- Mel Bonis, l'œuvre vocale, Valérie Gabail (soprano), Eric Cerantola (piano), Doron Music Switzerland, 2006.

## Sources
Étienne Jardin, Mel Bonis (1858-1937) : parcours d'une compositrice de la Belle Époque, 2020 (ISBN 978-2-330-13313-9 et 2-330-13313-8, OCLC 1153996478, lire en ligne)